# Tirumala (geslacht)
Tirumala is een geslacht van vlinders van de familie van de Nymphalidae), uit de onderfamilie van de Danainae (Monarchvlinders). De wetenschappelijke naam en de beschrijving van dit geslacht werden voor het eerst in 1880 gepubliceerd door Frederic Moore. De soorten van dit geslacht komen voor in tropisch Afrika en in het Oriëntaals gebied.

## Soorten
- Tirumala formosa (Godman, 1880)
- Tirumala petiverana  (Doubleday, 1847)
- Tirumala gautama (Moore, 1877)
- Tirumala euploeomorpha (Howarth, Kawazoe & Sibatani, 1976)
- Tirumala choaspes (Butler, 1866)
- Tirumala tumanana Semper, 1886
- Tirumala limniace (Cramer, 1775)
- Tirumala septentrionis (Butler, 1874)
- Tirumala hamata (MacLeay, 1826)
- Tirumala ishmoides Moore, 1883
- Tirumala alba Chou & Gu, 1994